# Cerro Chela
Chela é um vulcão do Chile que foi ativo entre 3,75 ± 0,5 e 4,11 ± 0,25 milhões de anos atrás. Ele é construído na parte superior dos 5,4 ± 0,3 milhões de anos riólito Carcote ignimbrito. Seus produtos de erupção são máfico andesitos. O vulcão foi degradado pela glaciação, mas cumes radiais e rochas cinza-avermelhadas, bem como as inclinações uniformes indicam que era um simétrico estratovulcão. A linha de neve Pleistoceno foi localizada em 4 800 metros (16 000 pé) de altitude.
O Cerro Chela está localizado ao sul de Aucanquilcha, do qual está separado pelo Portezuelo Puquíos. Forma um lineamento com Cerro Carcote, Cerro Palpana, Vulcão Miño e Volcão Las Cuevas que é orientado norte-sul.
- 21° 24′ S, 68° 30′ O[1]